# Juegos de la Mancomunidad
Los Juegos de la Mancomunidad (en inglés: Commonwealth Games) son un evento multideportivo que se celebra cada cuatro años y en el que participan deportistas de los países que forman la Mancomunidad de Naciones.
Vienen a ser una versión reducida de unos Juegos Olímpicos, similares a otros juegos regionales que se celebran en distintas partes el mundo, como los Juegos Panamericanos, los Juegos Asiáticos, los Juegos Mediterráneos, etc. En los Juegos de la Mancomunidad, además de los deportes habituales como el atletismo, la natación, la gimnasia o el ciclismo, se disputan competiciones de deportes típicos de los países miembros como el bádminton, críquet, polo, squash, rugbi a siete y bowls. También se celebran pruebas para deportistas con alguna discapacidad.
Como notas destacadas podemos decir que los cuatro países que forman parte del Reino Unido (Inglaterra, Escocia, Gales e Irlanda del Norte) compiten en equipos separados, a diferencia de lo que ocurre por ejemplo en los Juegos Olímpicos, donde todos compiten formando parte de "Gran Bretaña e Irlanda del Norte". También participan con delegaciones independientes algunos territorios que por razones históricas pertenecen a la Corona británica pero no al Reino Unido como la Isla de Man o la Isla de Jersey.

## Historia

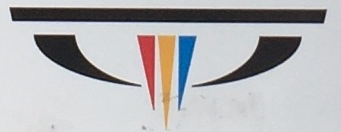
Logo de la competición hasta 2019.

En 1891, el reverendo Astley Cooper escribió un artículo en The Times donde sugirió la creación de un festival deportivo panbritánico y pananglicano que se celebrara cada cuatro años y que sirviera para incrementar la amistad y la buena armonía entre los países pertenecientes al Imperio británico.

## Eventos y ediciones
La primera edición de lo que ahora se conoce como Juegos de la Mancomunidad se celebró en 1930 en la ciudad de Hamilton en Canadá, aunque entonces se llamaban Juegos del Imperio Británico. En 1954 se cambió el nombre a Juegos del Imperio Británico y de la Mancomunidad, en 1970 se llamaron Juegos de la Mancomunidad Británica, y ya en 1978 adquirieron su denominación actual de Juegos de la Mancomunidad (Commonwealth Games).
Hasta ahora se han organizado las siguientes ediciones de estos Juegos:
| Año                                               | Evento        | Sede         | Sede          |
| ------------------------------------------------- | ------------- | ------------ | ------------- |
| Juegos del Imperio Británico                      |               |              |               |
| 1930                                              | I edición     | Hamilton     | Canadá        |
| 1934                                              | II edición    | Londres      | Inglaterra    |
| 1938                                              | III edición   | Sídney       | Australia     |
| 1950                                              | IV edición    | Auckland     | Nueva Zelanda |
| Juegos del Imperio Británico y de la Mancomunidad |               |              |               |
| 1954                                              | V edición     | Vancouver    | Canadá        |
| 1958                                              | VI edición    | Cardiff      | Gales         |
| 1962                                              | VII edición   | Perth        | Australia     |
| 1966                                              | VIII edición  | Kingston     | Jamaica       |
| Juegos de la Mancomunidad Británica               |               |              |               |
| 1970                                              | IX edición    | Edimburgo    | Escocia       |
| 1974                                              | X edición     | Christchurch | Nueva Zelanda |
| Juegos de la Mancomunidad                         |               |              |               |
| 1978                                              | XI edición    | Edmonton     | Canadá        |
| 1982                                              | XII edición   | Brisbane     | Australia     |
| 1986                                              | XIII edición  | Edimburgo    | Escocia       |
| 1990                                              | XIV edición   | Auckland     | Nueva Zelanda |
| 1994                                              | XV edición    | Victoria     | Canadá        |
| 1998                                              | XVI edición   | Kuala Lumpur | Malasia       |
| 2002                                              | XVII edición  | Mánchester   | Inglaterra    |
| 2006                                              | XVIII edición | Melbourne    | Australia     |
| 2010                                              | XIX edición   | Delhi        | India         |
| 2014                                              | XX edición    | Glasgow      | Escocia       |
| 2018                                              | XXI edición   | Gold Coast   | Australia     |
| 2022                                              | XXII edición  | Birmingham   | Inglaterra    |
| 2026                                              | XXIII edición | Glasgow      | Escocia       |
| 2030                                              | XXIV edición  | Por definir  | Por definir   |

## Naciones participantes
Solo seis países han acudido a todas las ediciones de estos juegos: Australia, Nueva Zelanda, Canadá, Inglaterra, Escocia y Gales. A lo largo de la historia ha habido diversos boicots por razones políticas. El boicot más importante fue el de los Juegos de 1986 celebrados en Edimburgo, Escocia, cuando 32 países de África, Asia y el Caribe no acudieron en protesta por la actitud amistosa del gobierno de Margaret Thatcher con el régimen racista de Sudáfrica.

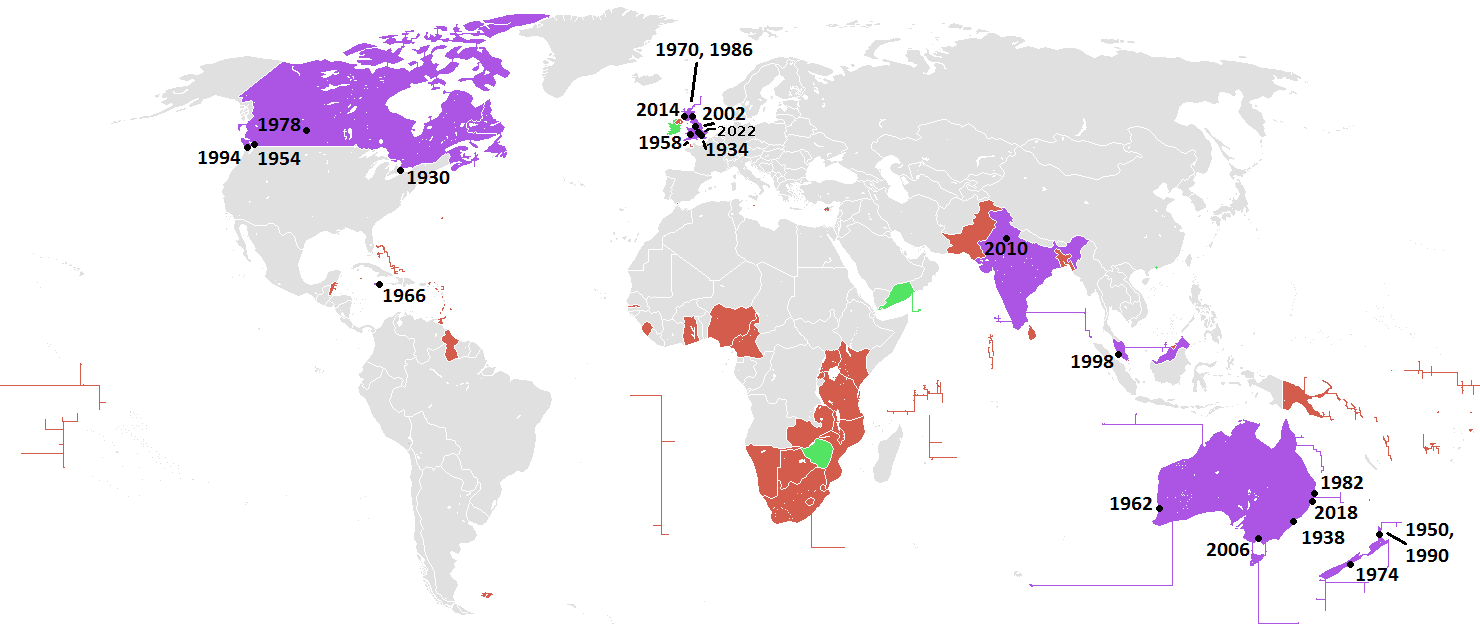
Países que disputan o han disputado los Juegos de la Mancomunidad.

| - Anguila 1982, 1998- - Australia 1930- - Bangladés 1978, 1990- - Belice 1978, 1994- - Bermudas 1930–1938, 1954–1982, 1990- - Borneo Septentrional 1958-1962 - Botsuana 1974, 1982– - Brunéi 1958, 1990- - Camerún 1998- - Canadá 1930- - Ceilán 1938–1950, 1958–1970 - Chipre 1978-1982, 1990- - Colonia de Adén 1962 - Costa Dorada 1954 - Dominio de Terranova 1930-1934 - Escocia 1930- - Estado Libre Irlandés 1930-1934 - Federación de Arabia del Sur 1966 - Federación Malaya 1950, 1958–1962 - Fiyi 1938, 1954–1986, 1998–2006 - Gales 1930- - Gambia 1970–1982, 1990– - Ghana 1958–1982, 1990– - Gibraltar 1958- - Guayana Británica 1930–1938, 1954–1962 - Guernsey 1970- - Guyana 1966–1970, 1978–1982, 1990– - Honduras Británica 1962–1966 - Hong Kong 1934, 1954–1962, 1970–1994 - India 1934–1938, 1954–1958, 1966–1982, 1990– - Inglaterra 1930- - Irlanda del Norte 1934–1938, 1954– - Isla de Man 1958 - Islas Caimán 1978- - Islas Cook 1974-1978, 1986- - Islas Malvinas 1982- - Islas Salomón 1982, 1990- - Islas Turcas y Caicos 1978, 1998– - Islas Vírgenes Británicas 1990- - Jamaica 1934, 1954–1982, 1990– - Jersey 1958- | - Kenia 1954–1982, 1990– - Kiribati 1998- - Lesoto 1974- - Malasia 1966–1982, 1990– - Malaui 1970- - Maldivas 1986- - Malta 1958–1962, 1970, 1982– - Mauricio 1958, 1966–1982, 1990– - Montserrat 1994- - Mozambique 1998- - Namibia 1994- - Nauru 1990- - Nigeria 1950–1958, 1966–1974, 1982, 1990–1994, 2002– - Niue 2002- - Isla Norfolk 1986- - Nueva Zelanda 1930- - Pakistán 1954–1970, 1990– - Papúa Nueva Guinea 1962–1982, 1990– - Rodesia 1934–1950 - Rodesia del Norte 1954 - Rodesia del Sur 1954 - Rodesia y Nyasalandia 1958-1962 - Ruanda 2010- - Samoa 1974- - Santa Elena, Ascensión y Tristán de Acuña 1982, 1998– - Sarawak 1958-1962 - Seychelles 1990- - Sierra Leona 1966–1970, 1978, 1990– - Singapur 1958- - Sri Lanka 1974–1982, 1990– - Suazilandia 1970- - Sudáfrica 1930–1958, 1994– - Tanganica 1962 - Tanzania 1966–1982, 1990– - Tonga 1974, 1982, 1990– - Tuvalu 1998- - Uganda 1954–1982, 1990– - Vanuatu 1982- - Zambia 1970–1982, 1990– - Zimbabue 1982, 1990–2002 |

## Medallero histórico
- Actualizado a Gold Coast 2018

| Núm.  | País               | Oro  | Plata | Bronce | Total |
| ----- | ------------------ | ---- | ----- | ------ | ----- |
| 1     | Australia          | 932  | 774   | 709    | 2415  |
| 2     | Inglaterra         | 671  | 670   | 671    | 2012  |
| 3     | Canadá             | 471  | 477   | 526    | 1474  |
| 4     | India              | 155  | 154   | 127    | 436   |
| 5     | Nueva Zelanda      | 144  | 204   | 262    | 565   |
| 6     | Sudáfrica          | 117  | 113   | 123    | 313   |
| 7     | Escocia            | 110  | 119   | 179    | 408   |
| 8     | Kenia              | 81   | 68    | 70     | 219   |
| 9     | Nigeria            | 61   | 68    | 85     | 214   |
| 10    | Gales              | 56   | 87    | 127    | 234   |
| 11    | Malasia            | 54   | 63    | 70     | 187   |
| 12    | Jamaica            | 52   | 38    | 44     | 112   |
| 13    | Singapur           | 32   | 24    | 31     | 87    |
| 14    | Irlanda del Norte  | 24   | 31    | 48     | 103   |
| 15    | Pakistán           | 24   | 24    | 21     | 69    |
| 16    | Ghana              | 15   | 18    | 23     | 56    |
| 17    | Chipre             | 15   | 12    | 13     | 40    |
| 18    | Uganda             | 13   | 15    | 21     | 49    |
| 19    | Camerún            | 10   | 10    | 14     | 34    |
| 20    | Nauru              | 10   | 10    | 9      | 29    |
| 21    | Zimbabue(1)        | 6    | 8     | 14     | 28    |
| 22    | Tanzania           | 6    | 6     | 9      | 21    |
| 23    | Sri Lanka(2)       | 5    | 7     | 2      | 14    |
| 24    | Hong Kong          | 5    | 2     | 9      | 16    |
| 25    | Zambia(3)          | 4    | 15    | 28     | 47    |
| 26    | Papúa Nueva Guinea | 4    | 5     | 2      | 11    |
| 27    | Guyana(4)          | 3    | 5     | 7      | 15    |
| 28    | Samoa              | 3    | 5     | 11     | 19    |
| 29    | Namibia            | 3    | 4     | 11     | 18    |
| 30    | Fiyi               | 3    | 4     | 8      | 15    |
| 31    | Isla de Man        | 3    | 2     | 6      | 11    |
| 32    | Botsuana           | 2    | 3     | 7      | 12    |
| 33    | Bangladés          | 2    | 2     | 2      | 6     |
| 34    | Mozambique         | 2    | 2     | 2      | 6     |
| 35    | Mauricio           | 1    | 5     | 6      | 12    |
| 36    | Guernsey           | 1    | 3     | 2      | 6     |
| 37    | Bermudas           | 1    | 2     | 2      | 5     |
| 38    | Lesoto             | 1    | 1     | 1      | 3     |
| 39    | Jersey             | 1    | 0     | 3      | 4     |
| 40    | Islas Caimán       | 1    | 0     | 1      | 2     |
| 41    | Kiribati           | 1    | 0     | 0      | 1     |
| 42    | Seychelles         | 0    | 3     | 3      | 6     |
| 43    | Malta              | 0    | 1     | 3      | 4     |
| 44    | Suazilandia        | 0    | 1     | 3      | 4     |
| 45    | Malaui             | 0    | 0     | 3      | 3     |
| 46    | Tonga              | 0    | 0     | 3      | 3     |
| 47    | Gambia             | 0    | 0     | 1      | 1     |
| 48    | Isla Norfolk       | 0    | 0     | 1      | 1     |
| TOTAL | TOTAL              | 3048 | 3042  | 3323   | 9413  |

- (1) – Incluye las medallas de Rodesia del Sur y de la República de Rodesia.
- (2) – Incluye las medallas de Ceylán.
- (3) – Incluye las medallas de Rodesia del Norte.
- (4) – Incluye las medallas de la Guayana Británica.